# 白善行紀念館
白善行紀念館（백선행기념관；Baek Son Haeng Memorial Hall）位於朝鮮民主主義人民共和國 的首都平壤之大同江畔，它與歷史名勝練光亭只相隔一條馬路對望，屬於少數仍能保存的建國前之三層石造建築物。

## 历史
日本殖民地時代的朝鮮，有一位不到20歲的佚名寡婦，渾號：「白寡婦」，她終生守節，勤儉持家，最終成為財主，然而富而不嬌，生活節儉，卻樂善好施造福社群，平壤的不少學校都是依靠她捐獻的幾十公頃土地及資金開辦，因此被市民尊稱她為「白善行」。當時，平壤只設有日本人專用的公會禮堂。於是她獨力提倡並慷慨出資修建一座朝鮮人使用的這座三層石造建築物作為公會禮堂。她直至80歲才逝世。

### 現況
- 在公元2007年政府出資修葺，以表揚她的善行。
- 大門外右方設有她的半身銅像及一臺由金正日先生親筆書寫的漢字紀念碑，上書「白氏善行紀念碑」。
- 一樓：學生閱覽室、電子閱覽室，供市民瀏覽政治、經濟、文化、歷史等資訊。
- 二樓及三樓：禮堂，可舉辦演講會、詩歌朗誦會及各種文藝表演活動。